# Dennis (Comic)

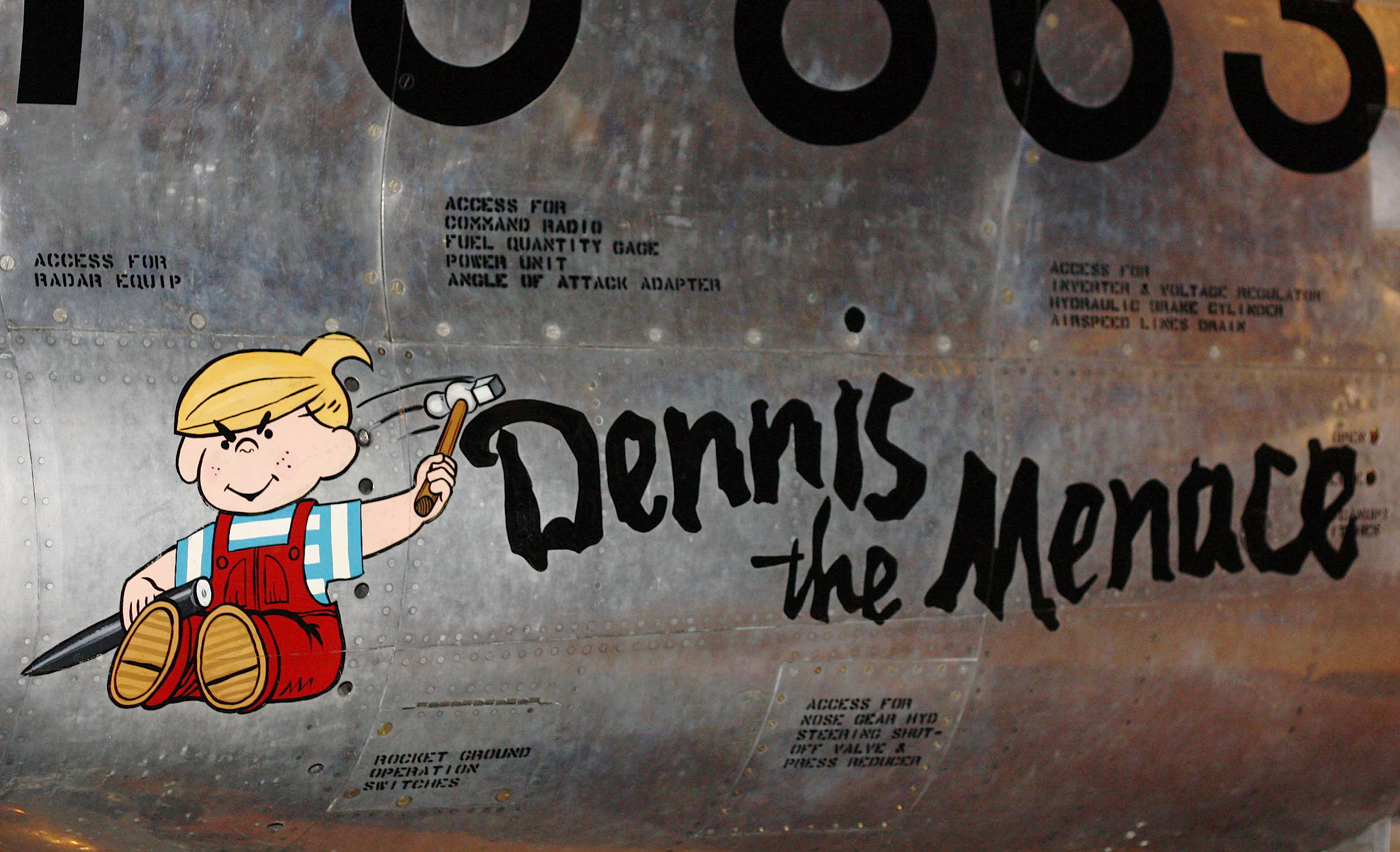
Dennis-Figur als Nose art

Dennis (Originaltitel: Dennis the Menace) ist ein Comic-Strip von Hank Ketcham, der erstmals im Jahre 1951 veröffentlicht wurde.
Am 12. März 1951 erschien die erste Folge von Dennis the Menace, die nur aus einem Panel besteht, in 16 Tageszeitungen. Binnen eines Jahres stieg die Anzahl der Zeitungen, die den Comic-Strip veröffentlichten, auf über 100 an. Mittlerweile wird der Comic in 48 Ländern in über 1000 Zeitungen veröffentlicht. Nach dem Tod des Erfinders im Jahr 2001 wird der Strip von anderen Zeichnern weiterbetreut. Der Vertrieb erfolgt durch King Features Syndicate.
Inspiriert wurde die Figur vom damals 4-jährigen gleichnamigen Sohn des Autors. Vier Jahre später entstand eine eigene Heftreihe.

## Inhalt
Dennis ist ein Lausbube, der mit seinen Ideen bei seinen Eltern und Nachbarn, besonders beim pensionierten Herrn Wilson, großen Ärger anrichtet, obwohl er es meist gut meint. Dennis ist damit das beste Beispiel, dass das Gegenteil von „gut“ nicht „schlecht“ ist, sondern „gut gemeint“, denn seine Hilfsbereitschaft führt häufig ins Chaos.

## Verfilmungen
Schon 1959 wurde auf Basis der Comic-Strips eine 146 Folgen lange Sitcom mit dem Titel Dennis, Geschichten eines Lausbuben (1959–1963) produziert, die zwischen 1961 und 1962 auch im Vorabendprogramm der ARD gezeigt wurde. In den Hauptrollen spielten Jay North als Dennis sowie Herbert Anderson und Gloria Henry als dessen Eltern. Es folgte ab 1986 die Zeichentrickserie Dennis mit zwei Staffeln und 78 Folgen, 1987 der Fernsehfilm Dennis – Der Quälgeist und 1993 der Spielfilm Dennis, die Nervensäge. 1998 entstand Dennis – Widerstand zwecklos, 2007 wurde Weihnachten mit Dennis – Eine schöne Bescherung! veröffentlicht. Beide wurden für den Video- bzw. DVD-Markt produziert.